# Kanton Saint-Pierre-d'Albigny
Kanton Saint-Pierre-d'Albigny is een kanton van het Franse departement Savoie. Kanton Saint-Pierre-d'Albigny maakt deel uit van de arrondissementen Chambéry (14) en Saint-Jean-de-Maurienne (12), en telt 19.069 inwoners in 2018.

## Gemeenten
Het kanton Saint-Pierre-d'Albigny omvatte tot 2014 de volgende 5 gemeenten:
- Cruet
- Fréterive
- Saint-Jean-de-la-Porte
- Saint-Pierre-d'Albigny (hoofdplaats)
- La Thuile

Na de herindeling van de kantons bij decreet van 27 februari 2014 met uitwerking op 22 maart 2015, omvatte het kanton 26 gemeenten.
Op 1 januari 2019 werden de gemeenten Aiguebelle en Randens samengevoegd tot de fusiegemeente (commune nouvelle) Val-d'Arc.

Sindsdien omvat het kanton volgende 25 gemeenten:
- Aiton
- Argentine
- Betton-Bettonet
- Bonvillaret
- Bourgneuf
- Chamousset
- Chamoux-sur-Gelon
- Champ-Laurent
- Châteauneuf
- Coise-Saint-Jean-Pied-Gauthier
- Cruet
- Épierre
- Fréterive
- Hauteville
- Montendry
- Montgilbert
- Montsapey
- Saint-Alban-d'Hurtières
- Saint-Georges-d'Hurtières
- Saint-Jean-de-la-Porte
- Saint-Léger
- Saint-Pierre-d'Albigny
- Saint-Pierre-de-Belleville
- Val-d'Arc
- Villard-Léger